# Peyrat-le-Château
 Peyrat-le-Château  (en occitano Pairac lo Chasteu) es una población y comuna francesa, situada en la región de Lemosín, departamento de Alto Vienne, en el distrito de Limoges y cantón de Eymoutiers, a orillas del Lago de Vassivière.

## Demografía
| 1551 | 1594 | 1518 | 1294 | 1194 | 1081 | 1012 |
| Para los censos de 1962 a 1999 la población legal corresponde a la población sin duplicidades (Fuente: INSEE [Consultar]) |      |      |      |      |      |      |